# Алексеј Наваљни
Алексеј Анатољевич Наваљни (рус. Алексей Анатольевич Навальный; Бутињ, 4. јун 1976 — Харп, 16. фебруар 2024) био је руски опозициони лидер, политичар, правник и антикорупцијски активиста.
До међународне важности дошао је организовањем демонстрација, кандидовањем за функцију председника Русије и заговарање реформи против корупције у Русији, Владимира Путина и његове владе. Наваљног је The Wall Street Journal описао као „човека кога се Владимир Путин највише плаши”. Путин је избегавао да директно назива Наваљног по имену. Наваљни је био члан Руског опозиционог координационог савета и вођа политичке странке „Русија будућности” као и оснивач Фондације за борбу против корупције (ФБК).
Наваљни је имао преко шест милиона претплатника на Јутјубу и преко 2 милиона пратиоца на Твитеру. Путем својих друштвених мрежа објављивао је материјале који су везани за корупцију у Русији, организује политичке демонстрације и промовише своје кампање. 2011. године је у радио интервјуу описао Руску владајућу странку Јединствену Русију као „странку превараната и лопова”, која је касније постала популаран епитет. Наваљни и ФБК су објавили разне истраге у којима се детаљно наводи наводна корупција високих руских званичника. У марту 2017. године су објавили документарни филм „Он ти није Димон”, оптужујући Дмитрија Медведева, тадашњег премијера и бившег председника Русије, за корупцију, што је довело до масовних протеста широм земље. У јануару 2021. године, након хапшења Наваљног и објављивања документарног филма „Палата за Путина” који је оптужио Путина за корупцију, одржани су масовни протести широм земље.
Руске власти су га неколико пута хапсиле, а у два случаја је добио две условне казне за проневеру, једну у јулу 2013. године а другу у децембру 2014. године. За оба случаја се сматра да су политички мотивисани и да је то била намера да му се забрани кандидовање на будућим изборима. Европски суд за људска права је пресудио да су случајеви кршили Наваљнијево право на правично суђење, али никада нису били поништени. Наваљни је шест пута укупно победио на жалбама Европског суда за људска права против руских власти.
Године 2013. се кандидовао на изборима за градоначелника Москве где је завршио на другом месту са 27% гласова, изгубивши од актуелног градоначелника Сергеја Собјањина који је био именован од стране Путина. У децембру 2016. године, Наваљни је покушао да се кандидује за председника Русије током избора 2018. године, али му је Централна изборна комисија Русије, а касније и Врховни суд Русије забранио због кривичне пресуде.
У августу 2020. године, Наваљни је био хоспитализован због тешког стања након што је био отрован нервним агенсом. Медицински је био брзо евакуисан у Берлин а месец дана касније након што се опоравио, је био пуштен. Наваљни је оптужио Путина да је одговоран за његово тровање и истрага је у његово тровање умешала агенте Федералне службе безбедности (ФСБ). Европска унија и Уједињено краљевство су одговориле тако што су увели санкције појединим руским званичницима. Дана 17. јануара 2021. године се вратио у Русију, где су га одмах задржали под оптужбом за кршење условних услова. Његова условна осуда је 2. фебруара замењена затворском, а умро је у казнионици.
Дана 16. фебруара 2024, руска затворска служба је известила да је Наваљни умро у 47. години живота, наводно од одломљеног угрушка.

## Младост и каријера
Наваљни је украјинског и руског порекла. Наваљни је одрастао у Обњинску, око 100 километара југозападно од Москве, али током детињства је углавном летовао код баке у Украјини, стекавши знање украјинског језика. Његови родитељи, Анатолиј Наваљни и Људмила Наваљнаја, поседовали су фабрику ткања кошара у селу Кобјаково у Московској области, којом су управљали од 1994. године.
Наваљни је завршио средњу школу у Калининцу Наро-Фоминског реjона Московске области 1993. године. Дипломирао је на правном факултету на Универзитету пријатељства народа у Русији 1998. године. Након факултета је проучавао хартије од вредности и био заменик на Финансијском универзитету при Влади Руске Федерације. Наваљни је био добио стипендију за програм Yale World Fellows  на универзитету Јејл 2010. године.
Од 1998. године Наваљни је радио као правник за разне руске компаније. Године 2009. постао је адвокат и члан Адвокатске коморе Кировске области (матични број 43/547). 2010. године, због пресељења у Москву, престаје да буде члан Адвокатске коморе Кировске области и постаје члан Адвокатске коморе Москве (матични број 77/9991). У новембру 2013, након што је пресуда у случају Кировлес ступила на снагу, Наваљни је лишен статуса адвоката.

## Породични и лични живот
Наваљни је ожењен Јулијом Абросимовом и имају двоје деце, ћерку Дарију, која је тренутно студент основних студија на универзитету Станфорд, и сина Захара. Од 1998. године живи у трособном стану у округу Марино на југоистоку Москве. Наваљни је православни хришћанин по вери.

## Белешке
1. ↑  Народни савез (2012–2014) а касније као Странка напретка (2014–2018)